# ژول واله
ژول واله (به فرانسوی: Jules Vallès) نویسنده و روزنامه‌نگار قرن نوزدهم میلادی اهل فرانسه است.